# ميلر وليامز
ميلر وليامز (بالإنجليزية: Miller Williams)‏ هو مترجم وشاعر أمريكي، ولد في 8 أبريل 1930 في هوكسي في الولايات المتحدة، وتوفي في 2015 في فايتفيل في الولايات المتحدة بسبب مرض آلزهايمر.